# Fischeria panamensis
Fischeria panamensis là một loài thực vật có hoa trong họ La bố ma. Loài này được Spellman mô tả khoa học đầu tiên năm 1975.